# فیل اسکریچیا
فیل اسکریچیا (به انگلیسی: Philip Sgriccia) (متولد ۱۹۶۹) یک کارگردان و تهیه کننده تلویزیونی آمریکایی است. او در اسمالویل، سوپرنچرال و لویس و کللارک: ماجراجوی جدید سوپرمن و بسیاری برنامه‌های دیگر کار کرده‌است.

## فیلم شناسی جزئی
- سوپرنچرال
- اسمالویل
- لویس و کلارک: ماجراجویی چدید سوپرمن
- پلیس زمان